# Stinson L-1 Vigilant
Stinson L-1 Vigilant (định danh công ty: Model 74) là một loại máy bay quan sát hạng nhẹ của Hoa Kỳ trong thập niên 1940, do hãng Stinson Aircraft Company at Wayne, Michigan chế tạo (đến tháng 11 năm 1940 là một chi nhánh của hãng Vultee Aircraft Corporation). Nó được Quân đoàn Không quân Lục quân Hoa Kỳ sử dụng với tên gọi O-49 cho đến năm 1942.

## Biến thể

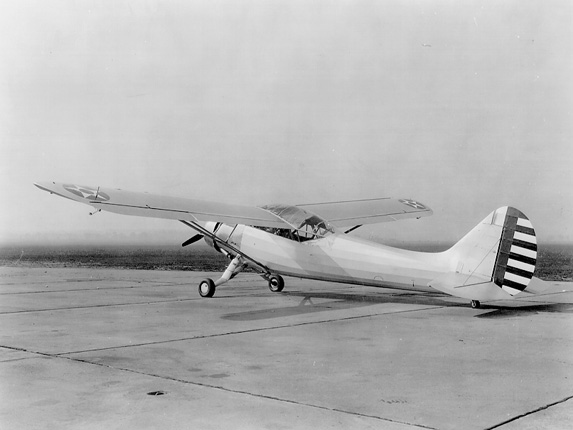
0-49 Vigilant tại Patterson Field trong Chiến tranh thế giới II.

Stinson Model 74
O-49 Vigilant
L-1 Vigilant
O-49A Vigilant
O-49B Vigilant
L-1A Vigilant
L-1B Vigilant
L-1C Vigilant
L-1D Vigilant
L-1E Vigilant
L-1F Vigilant
Vigilant Mk I
CQ-2 Vigilant

## Quốc gia sử dụng
Anh Quốc
- Không quân Hoàng gia

 Hoa Kỳ
- Quân đoàn Không quân Lục quân Hoa Kỳ

## Tính năng kỹ chiến thuật (L-1A)
Dữ liệu lấy từ American Warplanes of World War II
Đặc điểm tổng quát
- Kíp lái: 3
- Chiều dài: 34 ft 3 in (10,44 m)
- Sải cánh: 50 ft 11 in (15,52 m)
- Chiều cao: 10 ft 2in (3,10 m)
- Diện tích cánh: 329 ft² (30,6 m²)
- Trọng lượng rỗng: 2.670 lb (1.211 kg)
- Trọng lượng cất cánh tối đa: 3.400 lb (1.542 kg)
- Động cơ: 1 × Lycoming R-680-9, 295 hp (220 kW)

 Hiệu suất bay 
- Vận tốc cực đại: 106 knot (122 mph, 196 km/h)
- Tầm bay: 243 nm (280 mi, 451 km)
- Trần bay: 12.800 ft (3.900 m)
- Vận tốc lên cao: 408 ft/phút (124,36 m/phút)
- Tải trên cánh: 10,3 lb/ft² (50,4 kg/m²)
- Công suất/trọng lượng: 0,0867 hp/lb (0,143 kW/kg)